# Vil·la Madrina
Vil·la Madrina és una casa de Cerdanyola del Vallès (Vallès Occidental) inclosa a l'Inventari del Patrimoni Arquitectònic de Catalunya.

## Descripció
És un edifici entre mitgeres, de planta baixa, cambra d'aire i terrat. És de tipus senzill, amb tres obertures rectangulars, porta d'accés centrada i dues finestres. Damunt l'espai destinat a les cambres d'aire, que presenta tres obertures, hi ha el coronament, amb barana de terrat de terracota i un element decoratiu centrat, amb la data de construcció i el nom de l'edifici. L'aspecte més remarcable d'aquesta petita construcció és la decoració amb emmarcament de les obertures amb relleu, amb cambres d'aire envoltades per relleus florals i unides per garlandes esgrafiades, etc.

## Història
La Vil·la Madrina fou construïda l'any 1918. Tot i tractar-se d'un habitatge noucentista, alguns dels seus elements decoratius recorden encara el modernisme en el seu vessant més geomètric. Aquest senzill edifici és interessant per la seva tipologia.